# میوپاتی برودی
میوپاتی برودی (انگلیسی: Brody myopathy) نوعی بیماری ژنتیکی است.

## علت بیماری
این بیماری در اثر جهش در ژنِ ATP2A1 ایجاد می‌شود.
میوپاتی برودی، نخستین بار در سال ۱۹۶۹ میلادی توسط ایروین برادی توصیف شد.